# No Ordinary Love (film)
Pour la chanson du même nom, voir No Ordinary Love.
Pour plus de détails, voir Fiche technique et Distribution.
No Ordinary Love est un film américain de Doug Witkins sorti en 1994.

## Synopsis
Quatre garçons et une fille (Kevin, Andy, Vince, Ben et Wendy) vivent une vie basée sur le sexe dans une somptueuse villa sur les hauteurs d'Hollywood. Tout va bien jusqu'au moment l'un d'entre eux trouve la mort dans des circonstances suspectes.

## Fiche technique
- Titre : No Ordinary Love
- Réalisation : Doug Witkins
- Scénario : Doug Witkins
- Musique : Bob Christianson
- Photographie : Armando Basulto
- Montage : John Orland
- Production : Eli Kabillio
- Société de production : Leo Productions et Picture This! Entertainment
- Pays :  États-Unis
- Genre : Comédie romantique
- Durée : 104 minutes
- Dates de sortie : 
  - États-Unis : 1994
  - France : 5 avril 2000

## Distribution
- Smith Forté : Kevin
- Erika Klein : Wendy
- Dan Frank : Tom
- Randy Brown : Ricky
- Bunny Gibson : Rona
- Koing Kuoch : Vince
- Mark Larson : Ben Bolton
- Elizabeth Mehr : Tina
- Marina Palmier : Gloria
- Robert Pecora : Andy
- Alaina P. Pepito : Laurie